# Morzeszczyn
Morzeszczyn (niem. Morroschin) – wieś kociewska w Polsce położona w województwie pomorskim, w powiecie tczewskim, siedziba gminy Morzeszczyn. Miejscowość leży na magistrali węglowej Śląsk – Porty i przy drodze wojewódzkiej nr 234. Do czasu zawieszenia w 1989 ruchu kolejowego do Gniewu stacja kolejowa Morzeszczyn posiadała status węzła kolejowego.
W 2006 obchodzono 690-lecie lokacji wsi przez cystersów. W maju 2013 w parku naprzeciwko Urzędu Gminy postawiono 3-metrowe biurko (wykonane przez Jerzego Kamińskiego z pobliskiego Barłożna), pełniące zarazem funkcję wiaty przystankowej.
Miejscowość jest siedzibą gminy Morzeszczyn.
W latach 1954–1972 wieś należała i była siedzibą władz gromady Morzeszczyn. W latach 1975–1998 miejscowość administracyjnie należała do województwa gdańskiego.

## Ludzie związani z Morzeszczynem
- Jan Klimek (1889–1939) – polski urzędnik pocztowy, uczestnik obrony Poczty Polskiej w Gdańsku.

## Galeria

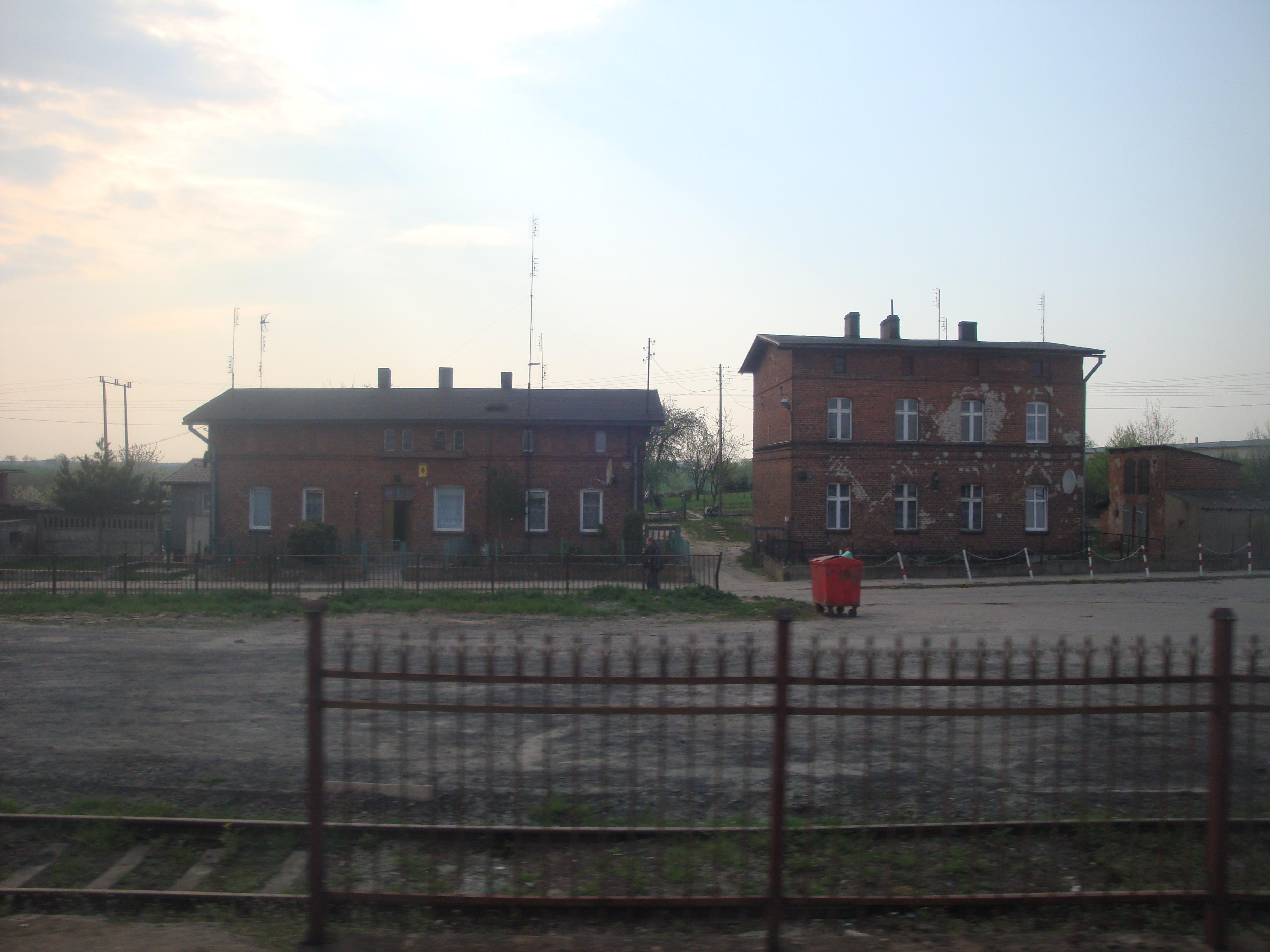
Dworzec kolejowy w Morzeszczynie
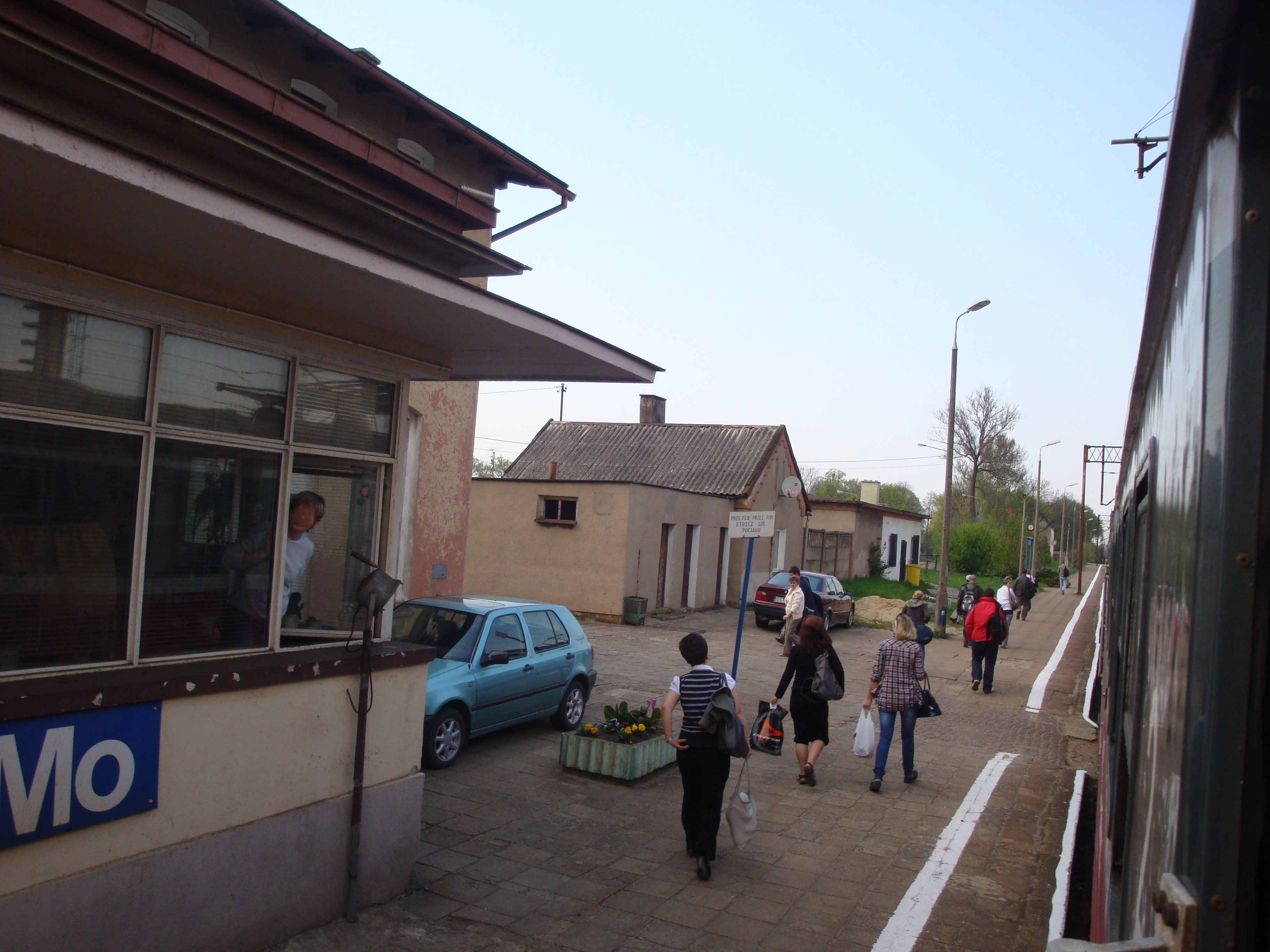
Peron dworca
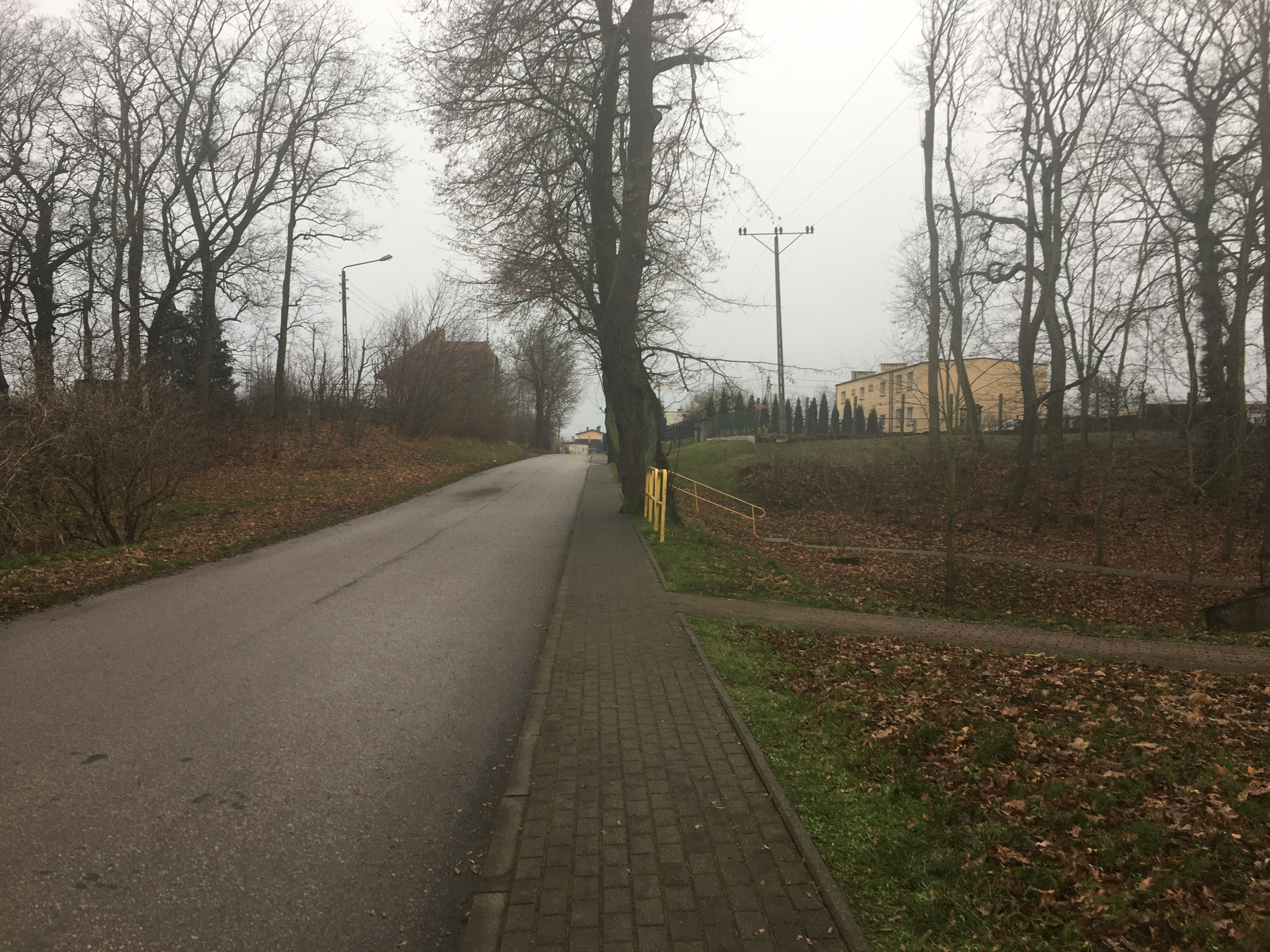
Ulica Dworcowa, jednocześnie droga wojewódzka nr 220